# Rathcormac
Rathcormac (irisch Ráth Chormaic, deutsch: „Cormacs Erdwerk“) ist eine Kleinstadt (Town) im Osten des County Cork in der Republik Irland. Die Einwohnerzahl von Rathcormac wurde bei der Volkszählung 2022 mit 1957 Personen ermittelt.

## Der Ort
Rathcormac liegt etwa 19 Kilometer nordöstlich von Cork nördlich des River Bride. Westlich des Ortes führt die M8 von Cork nach Cashel Richtung Dublin. Hier kreuzen sich die R614 und die R639.

## Geschichte
Am 18. Dezember 1834 kam es in der Nähe zum Massaker bei Rathcormac während des Zehnt-Kriegs. Bei Bartlemy wehrten sich etwa 250 irische Pächter gegen die Abgabe des Zehnten an den Vikar von Gortroe. Als die Pfändung stattfinden sollte, marschierten auch Teile der Royal Irish Constabulary und Britische Soldaten auf. Diese eröffneten das Feuer auf die protestierende Menge und erschossen zwischen 12 und 20 Menschen; etwa 45 wurden verletzt.

## Sehenswürdigkeiten
- Kirche der Unbefleckten Empfängnis
- Kilshannig House, 1765 bis 1766 erbaut

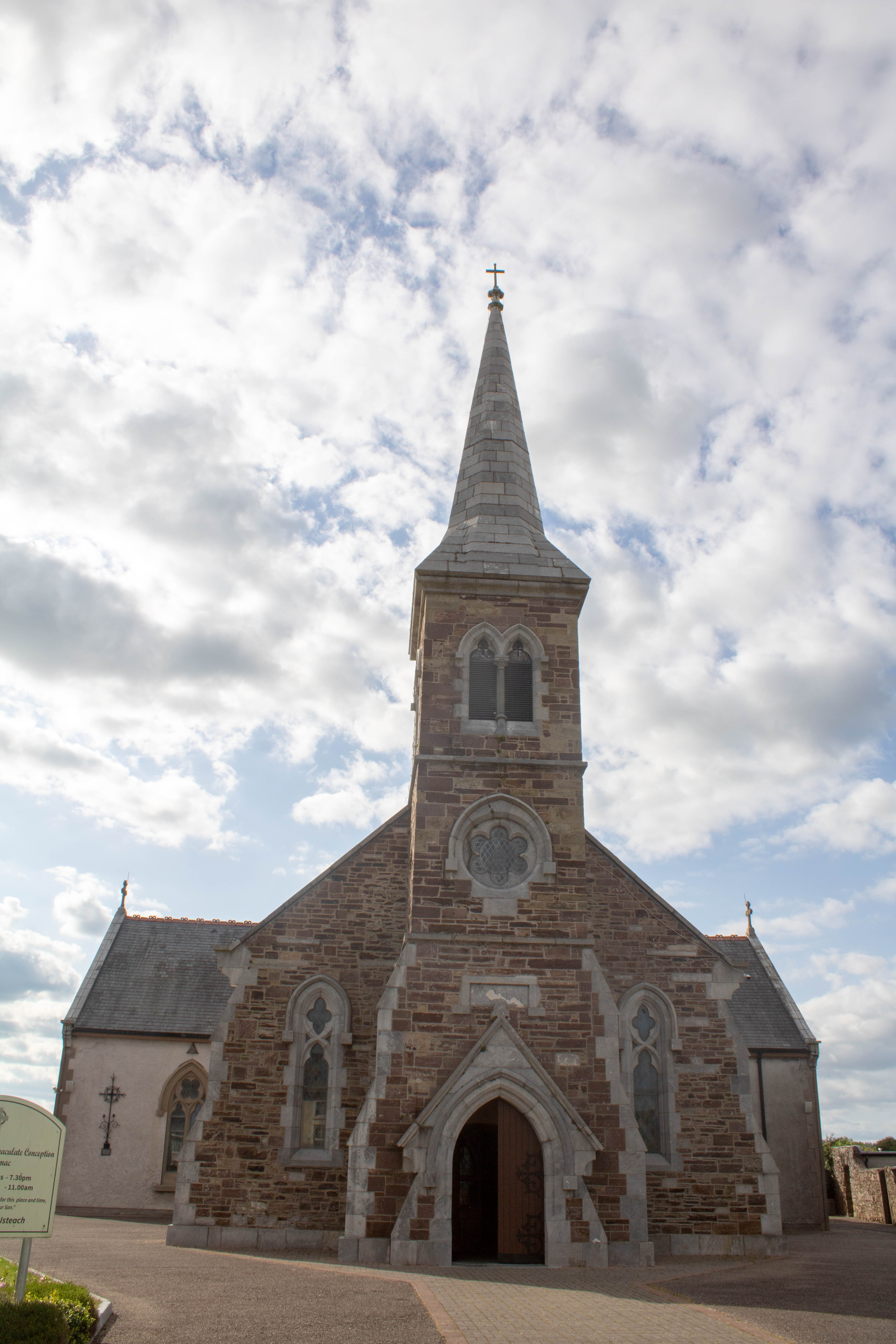
Kirche der Unbefleckten Empfängnis

## Persönlichkeiten
- Mícheál Cranitch (1912–1999), Politiker der Fianna Fáil, 1973 Vorsitzender des irischen Senats (Cathaoirleach)
- Hurd Hatfield (1917–1998), US-amerikanischer Schauspieler, hier gestorben